# Chun-Li
Chun-Li és un personatge de ficció de la saga de videojocs Street Fighter.
Encara que en el joc Yie Ar Kung Fu ja hi havia lluitadores femenines, Chun-Li és la primera dona protagonista d'un joc de lluita mà a mà: aparegué per primera volta en Street Fighter II: The World Warrior (Capcom, 1991) i és considerada una icona sexual de la saga, a més d'un estereotip de lluitadora xinesa imitat en altres jocs del gènere amb personatges com Pai Chan, Leifang, Xianghua o Xiaoyu.
En l'argument canònic dels jocs, Chun-Li és una estudiant d'arts marcials filla d'un agent d'Interpol desaparegut en una missió, raó per la qual esdevé detectiva i s'enfronta a l'organització criminal Shadaloo, dirigida per M. Bison.
A més dels jocs, el personatge de Chun-Li ha aparegut en les adaptacions de la saga a l'anime i en dos pel·lícules d'acció real: Street Fighter, l'última batalla (interpretada per Ming-Na Wen) i Street Fighter: The Legend of Chun-Li (interpretada per Kristen Kreuk).